# Läggningsbådan
Läggningsbådan este o arie protejată (arie de protecție specială avifaunistică — SPA) din Finlanda întinsă pe o suprafață de 260,94 ha, integral pe uscat.

## Localizare
Centrul sitului Läggningsbådan este situat la coordonatele 60°24′31″N 19°39′07″E / 60.408611°N 19.651944°E.

## Înființare
Situl Läggningsbådan a fost declarat arie de protecție specială avifaunistică în octombrie 1997 pentru a proteja 2 specii de animale.

## Biodiversitate
Situată în ecoregiunea boreală, aria protejată conține 1 habitat natural: Insulițe și insule mici din Baltica boreală.
La baza desemnării sitului se află mai multe specii protejate de  păsări (2): chiră de baltă (Sterna hirundo), Sterna paradisaea.
Pe lângă speciile protejate, pe teritoriul sitului au mai fost identificate 1 specie de păsări.